# Лаланн, Леон Луи
Лео́н Луи́ Кретье́н Лала́нн (фр. Léon Louis Chrétien Lalanne; 3 июля 1811, Париж — 13 марта 1892, Париж) — французский инженер и политик.

## Биография
Леон Луи Кретьен родился в Париже 3 июля 1811 в семье врача Франсуа Жюльена Леона Кретьена и его жены Авроры Мари Дамарь Ланглуа; в 1820 году Леон Луи взял фамилию Лаланн-Кретьен, а затем он убрал Кретьен для практического использования, став Леоном Лаланном. У него был брат, историк, Людовик Лаланн (1815—1898). Лаланн учился в лицее Луи-Ле-Гран, где он был одноклассником Эвариста Галуа. В 1829 году поступил в политехническую школу Парижа. В 1831 году — в Национальный институт мостов и дорог. После этого работал инженером-строителем преимущественно в Северной Франции с 1832 по 1843 годы. В 1837 году он посетил юг России по приглашению Анатолия Демидова. С 1839 года работал со своим будущем тестем Жан-Клодом Арну на Линь-де-Со. Лаланн женился в 1841 году. Во время революции 1848 года Лаланн был одним из руководителей национальных мастерских. Во время гражданских беспорядков он командовал батальоном Гарде Насьональ в Париже.
Будучи инженером-строителем Лаланн стал известен благодаря своему участию в строительстве железных дорог в Испании, Швейцарии и Валахии, где он был впервые побывал в 1852 году. С 1853 года Лаланн направлен на строительство железнодорожных линий во Франции (часть маршрута в Страсбург, Арденны, Булонь и Кале и др.), в Швейцарии (1856—1860 годы, железнодорожная сеть к западу) и Северной Испании (1860—1861 годы), и по маршруту Кордова и Севилья. В 1856 году он ещё раз посетил Валахию. В 1867 году становится генеральным инспектором, а в 1876 году стал директором Национального института мостов и дорог. Лаланн участвовал в проектах вдоль Дуная, в Будапеште, с проектом моста в Силистре, работал по демаркации участков согласно Берлинскому трактату (1878). В 1879 году Лаланн стал членом Французской академии наук, а в 1881 году вышел в отставку, был удостоен звания гранд-офицера ордена Почётного легиона 18 января 1881 года. В 1883 году он стал пожизненным сенатором на стороне умеренных левых. В 1882 году становится председателем совета директоров «Компании де омнибус де Пари», которая была монополистом общественного транспорта в Париже. 13 марта 1892 года Леон скончался в возрасте 80 лет.

## Вклад в науку

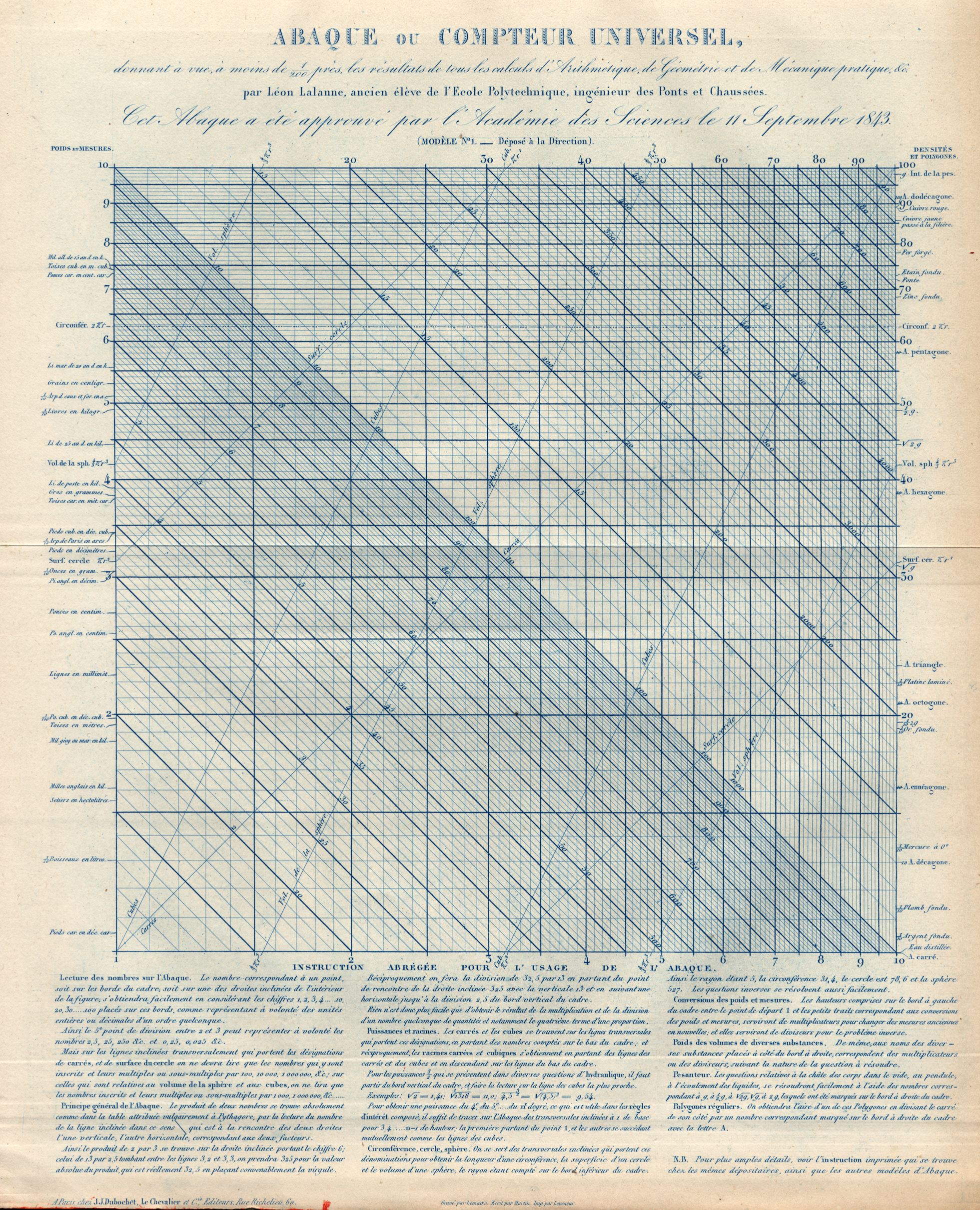
Абак или «универсальный компьютер» Леона Лаланна

Лаланн является одним из создателей французской и бельгийской железнодорожных систем.
Изобрёл и опубликовал графический метод оптимизации проектирования дорог, ныне известный как эскиз Лаланна. Впервые прояснил различие между изометрической линией (изолинией) и изоплетой (псевдоизолинией). В 1845 году создал карты с контурами плотности населения, объявил о «равностороннем законе» — равного расстояния между центральными городами, который он выявил во Франции, задолго до теории центральных мест Вальтера Кристаллера.
Подняв в своих работах соображения о транспортных маршрутах и распределения населения, становится одним из основателем транспортной иерархической модели. С Морисом де Оканем Лаланн считается изобретателем номограммы. Намерение состояло в том, чтобы заменить логарифмическую линейку. В статье 1846 года Лаланн исследовал идеи анаморфоза и использования проективных преобразований, которые были приложением для решения кубического уравнения. Он назвал этот номограммический прибор как «абак». Этот «универсальный калькулятор» имел 60 функций, реализованных графически. Полвека спустя Морис де Окань предоставил общую теорию, основанную на проективной геометрии, для нелинейных шкал, связанных номографом.
В 1840 году Лаланн впервые использовал уравновешенную троичную систему.
В 1840 году он изобрел механический компьютер, способный решать численно полиномиальные уравнения вплоть до седьмой степени. Универсальный компьютер использовал график в двойном логарифмическом масштабе. Чарльз Дарвин в своей рукописи «Естественный отбор» (1859) использовал работу Лаланна по геометрии пчелиных сот (1840). В 1830 году он нарисовал полярную диаграмму, которая отображала силу океанического ветра.